# Lanhydrock
Lanhydrock est une paroisse civile des Cornouailles, en Angleterre.